# Biret

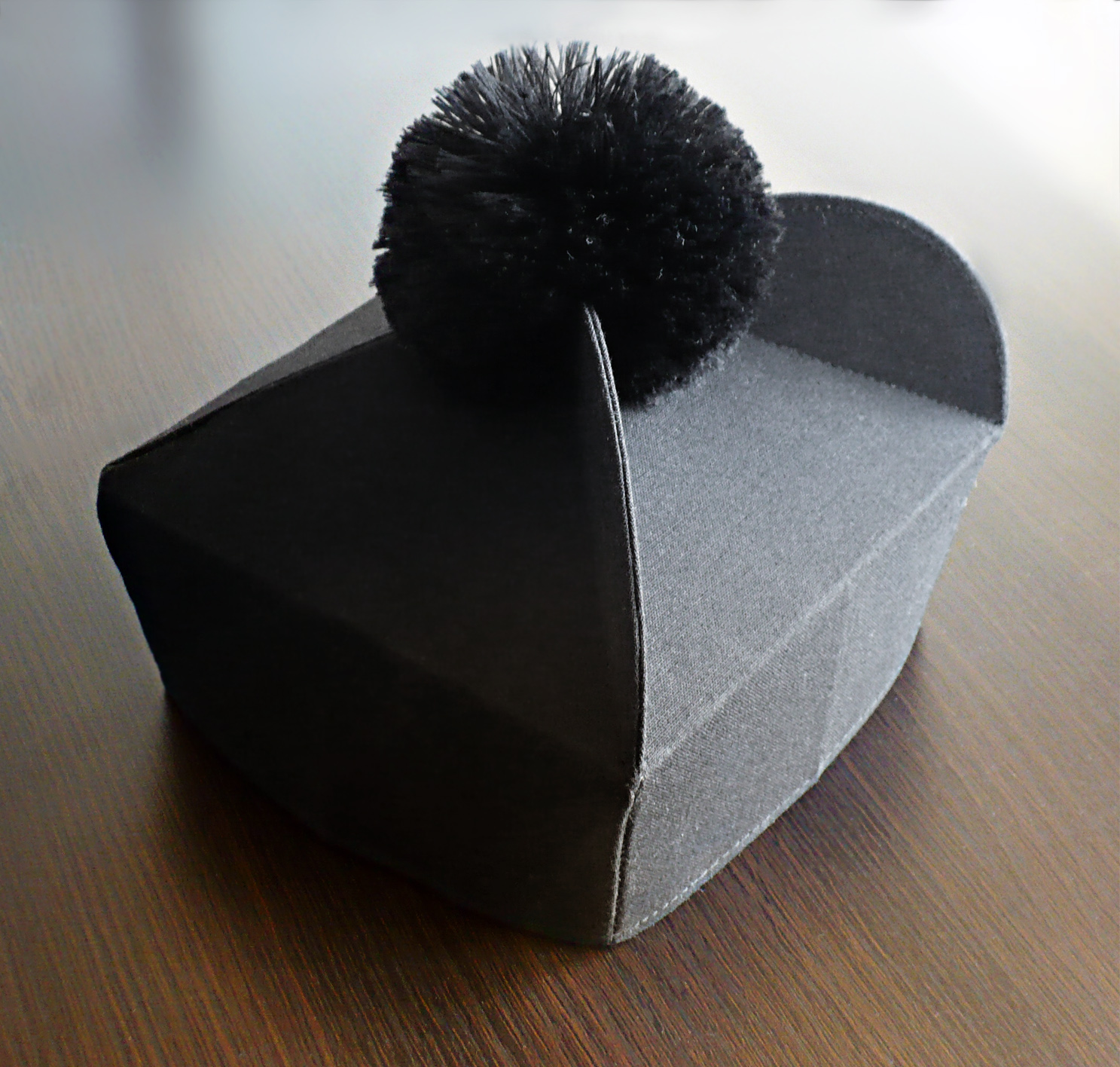
Biret

Biret nebo též kvadrátek je liturgická i mimoliturgická pokrývka hlavy používaná v římskokatolické církvi. 

## Užití
Používá se při běžném nošení spolu s klerikou a při různých liturgických úkonech, jako je například pohřeb, svatba, křest, požehnání atd. Při mši svaté se může nosit pouze na příchod a odchod, dále když se sedí a kněz jej může nosit, když káže. 

## Druhy
Kněz nosí biret černé barvy podle jednotlivých diecézních zvyků např. se třemi rohy a se střapcem a pod. Kněží s titulem monsignore nosí biret černý s fuchsiovým (růžovofialovým) střapcem. 
Biskupové, kanovníci a církevní soudní vikáři s titulem monsignore nosí biret fuchsiové barvy se střapcem. Kardinálové nosí biret červené barvy bez střapce. 
Někteří řeholníci pak používají biret jiné barvy, např. premonstráti nosí biret bílý se čtyřmi rohy, kněží Institutu Krista Krále s modrým střapcem, resp. představený celomodrý. 
Ministranti mohou také používat biret černé barvy se střapcem a čtyřmi rohy (používají ho většinou při pohřbech, viz galerie.).

## Galerie

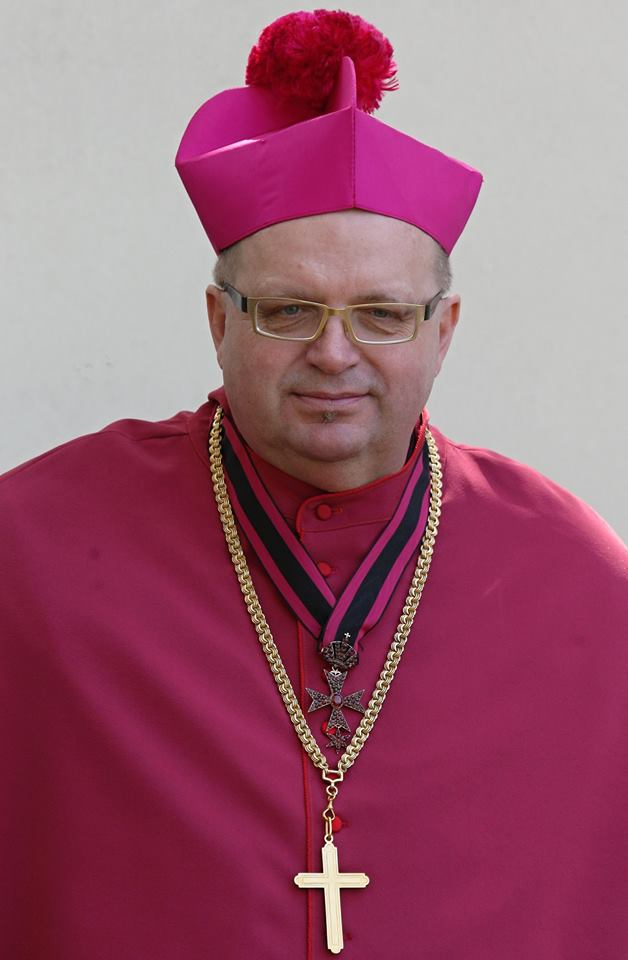
Kanovník J. Hladík v mozetě a s biretem
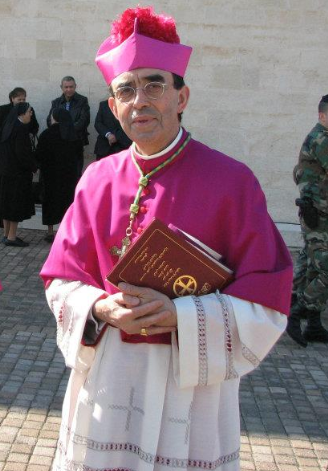
Mons. A. Castet v biskupském chórovém oděvu s biretem
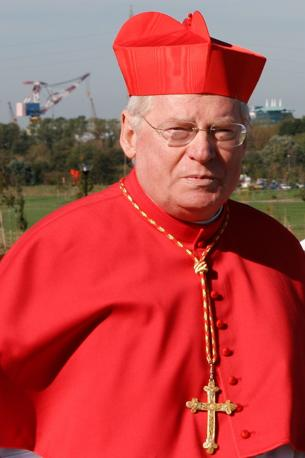
Kardinál A. Scola v kardinálském chórovém oděvu s biretem
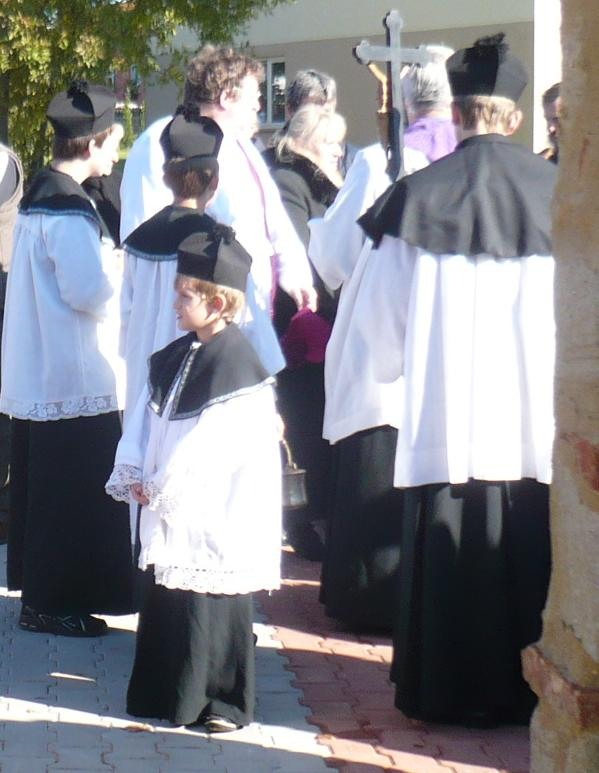
Ministranti v biretech